# Ніжинські історико-філологічні вищі жіночі курси

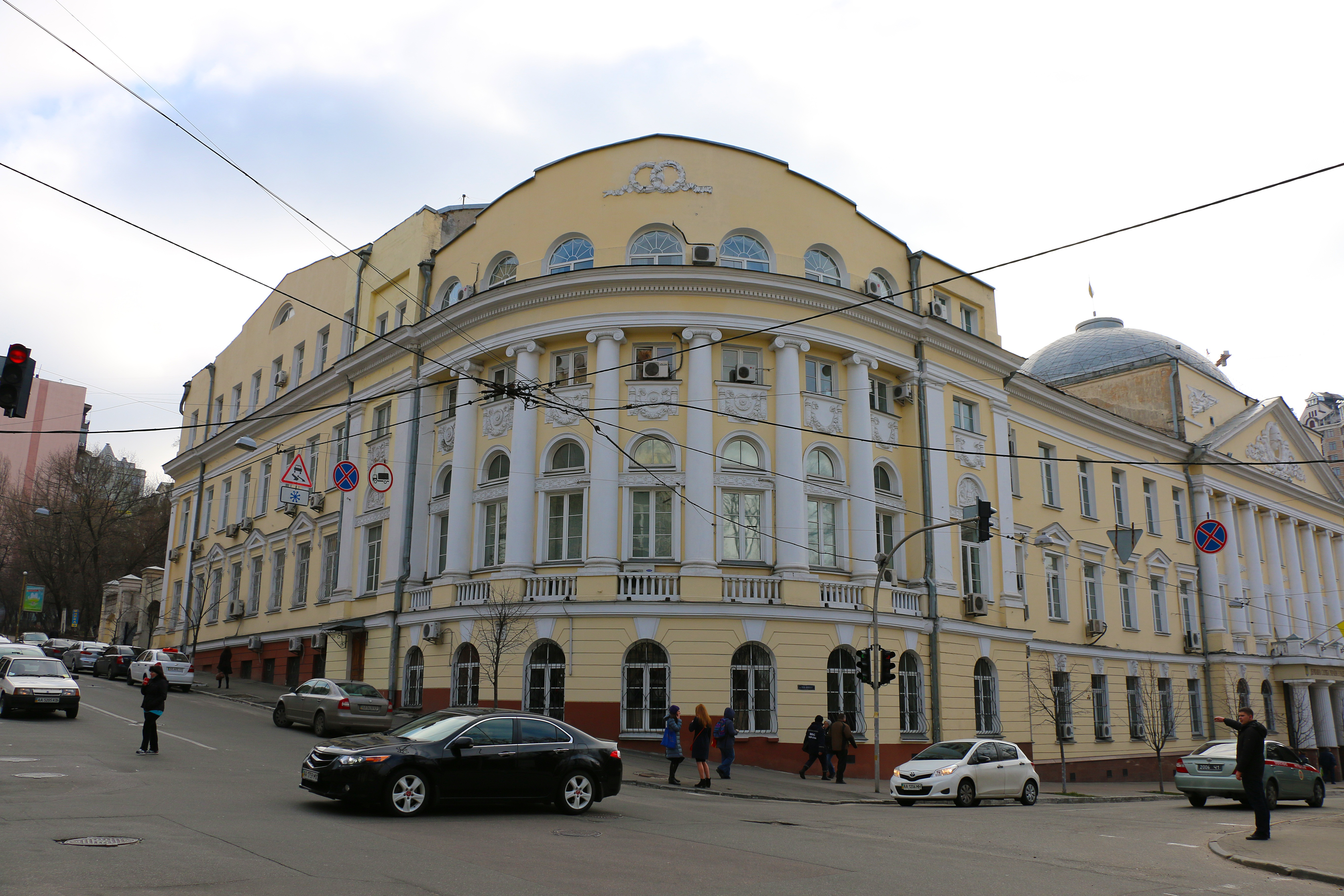
Приміщення Київських вищих жіночих курсів

Ніжинські історико-філологічні вищі жіночі курси 1916—1920 рр., м. Ніжин, Чернігівська губернія — один із перших вищих жіночих навчальних закладів для жіноцтва Лівобережної України.

## Загальні відомості
Наприкінці XIX — у перших десятиліттях XX ст. на терені Російської імперії функціонувала мережа спеціальних навчальних закладів для жінок університетського типу — вищих жіночих курсів. Протягом 1916—1920 рр. один із таких осередків діяв у місті Ніжині, повітовому центрі Північного Лівобережжя.
НВЖК були невід’ємною складовою системи вищої жіночої освіти Наддніпрянщини, яка почала формуватися наприкінці 70-х років XIX ст. та отримала подальший розвиток після революційних подій 1905 р. У порівнянні з іншими вищими жіночими школами, ніжинська постала доволі пізно та проіснували лише 4 роки. Її виникнення стало можливим завдяки наявності у Ніжині потужного науково-освітнього осередку — Історико-філологічного інституту князя Безбородька.
Серед головних чинників, які зумовили факт появи НВЖК, можна назвати: тенденційні демократичні зрушення в країні, що сприяли реалізації проекту вищої жіночої освіти, підтримку викладачами Ніжинського інституту ідеї про необхідність остаточного вирішення освітньої складової «жіночого питання» та особисту ініціативу професора Павла Васильовича Тихомирова.
У діяльності НВЖК визначаємо два періоди:
- класичний (вересень 1916 — січень 1919 рр.), що охоплює час існування курсів як приватного платного навчального закладу П. В. Тихомирова та як громадського — Ніжинського товариства сприяння вищій жіночій освіті;
- радянський (лютий 1919 — вересень 1920 рр.), що характеризується радянізацією і націоналізацією жіночої школи, переведенням її на державне утримання та, зрештою, — об’єднанням із місцевим Інститутом народної освіти.

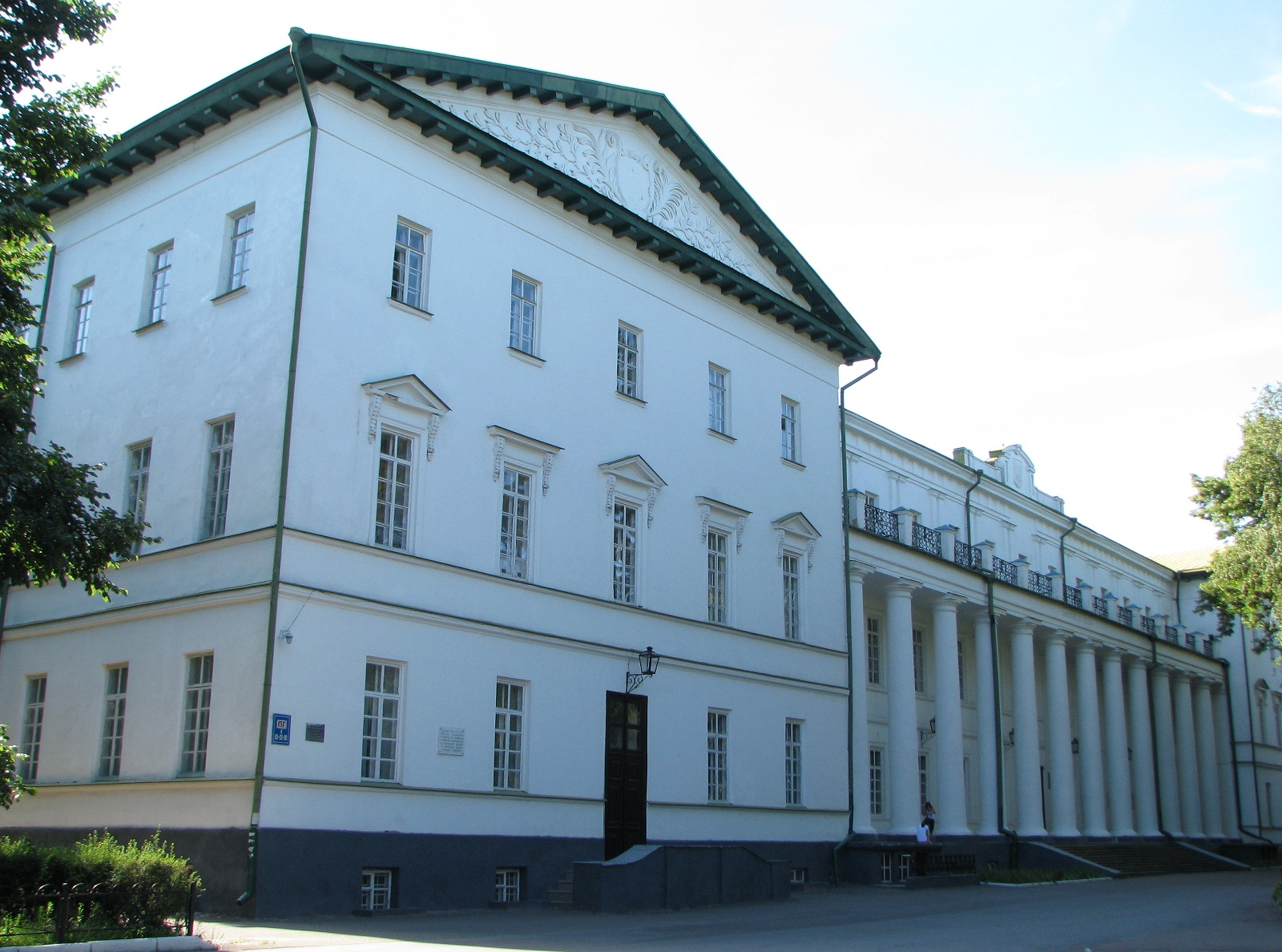
Приміщення Ніжинського державного університету

Організаційно курси складалися з двох відділень — словесного та історичного. Заклад мав на меті надавати слухачкам вищу історико-філологічну освіту та готувати вчителів середніх навчальних закладів.
Курси функціонували на основі законодавчого положення 1914 р. та статутних документів. Вони підпорядковувалися МНО та попечителю Київського навчального округу, проте мали внутрішню автономію. Загальне керівництво закладом здійснювалося на колегіальній основі та за демократичним принципом.
Термін навчання охоплював 8 семестрів, а викладання предметів здійснювалося в об’ємі відповідних програм і навчальних планів імператорських російських університетів. Курси не мали своєї окремої будівлі, тому заняття (лекції і семінарії) проходили у вечірній час у приміщеннях міської жіночої гімназії П. І. Кушакевич та Інституту князя Безбородька. Слухачки вивчали низку обов’язкових (загальних та спеціальних), а також додаткових (необов’язкових) предметів історичного, філологічного, філософсько-релігійного, психолого-педагогічного спрямування, проводили науково-дослідницькі роботи. Навчальний рік поділявся «осінній» і «весняний» семестри. Екзамени проводилися по завершенню академічного року.
З 1917 р. до закладу було дозволено приймати «вільнослухачів без різниці статі», тому курсисти градуювалися на дві категорії — повноправні слухачки (жінки) та вільнослухачі, які не мали прав випускників закладу (жінки і чоловіки). Досліджено, що протягом існування НВЖК їх контингент зростає від 65 до близько 200 осіб. При курсах діяло учнівське самоврядування.
По завершенню IV курсу слухачки отримували посвідчення, які прирівнювалися до випускних університетських свідоцтв та надавали право скласти іспити в державних екзаменаційних комісіях і одержати диплом про закінчення вищого навчального закладу.
Існування Ніжинської жіночої школи припало на добу української національної революції та державотворчих змагань. Тогочасна складна суспільно-політична ситуація, динамічна зміна урядів, військові дії, тяжкі соціально-економічні реалії, безумовно, не сприяли сталому розвитку закладу та гальмували його повноцінну роботу, проте, мала місце й низка позитивних зрушень (до програм вводилися предмети українознавчого циклу, курси отримали права державного закладу, були переведені на урядове забезпечення, слухачки здобули право на стипендію та рівні з чоловіками можливості для здобуття вищої освіти).